# Muhammad Rida Ali
Muhammad Rida Ali (arab. محمد رضا على) – egipski zapaśnik walczący w stylu klasycznym. Złoty medalista mistrzostw Afryki w 2012. Mistrz Afryki juniorów w 2009 roku.